# Nové Zámky (Dolní Olešnice)

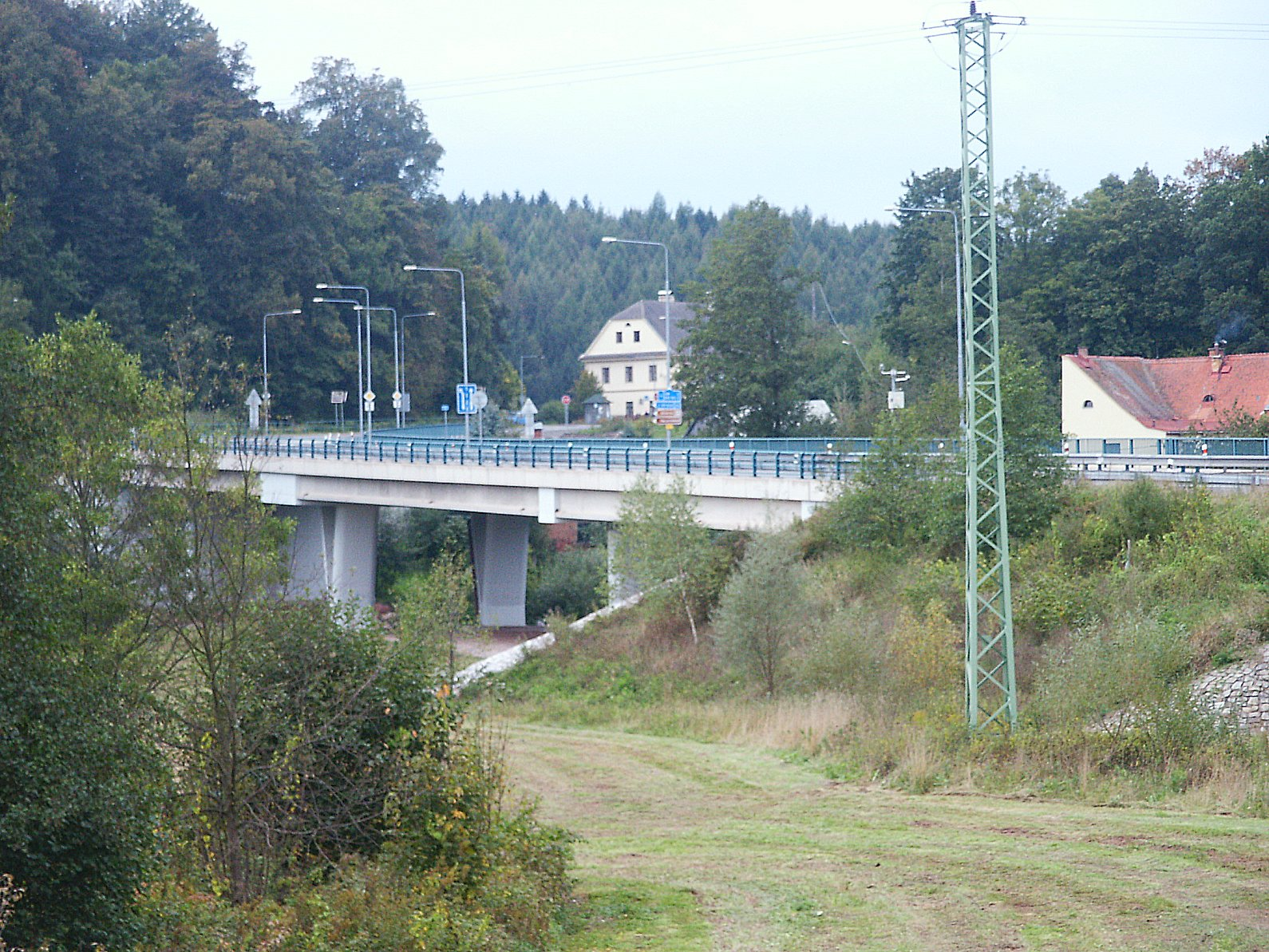
Brücke über die Elbe in Nové Zámky

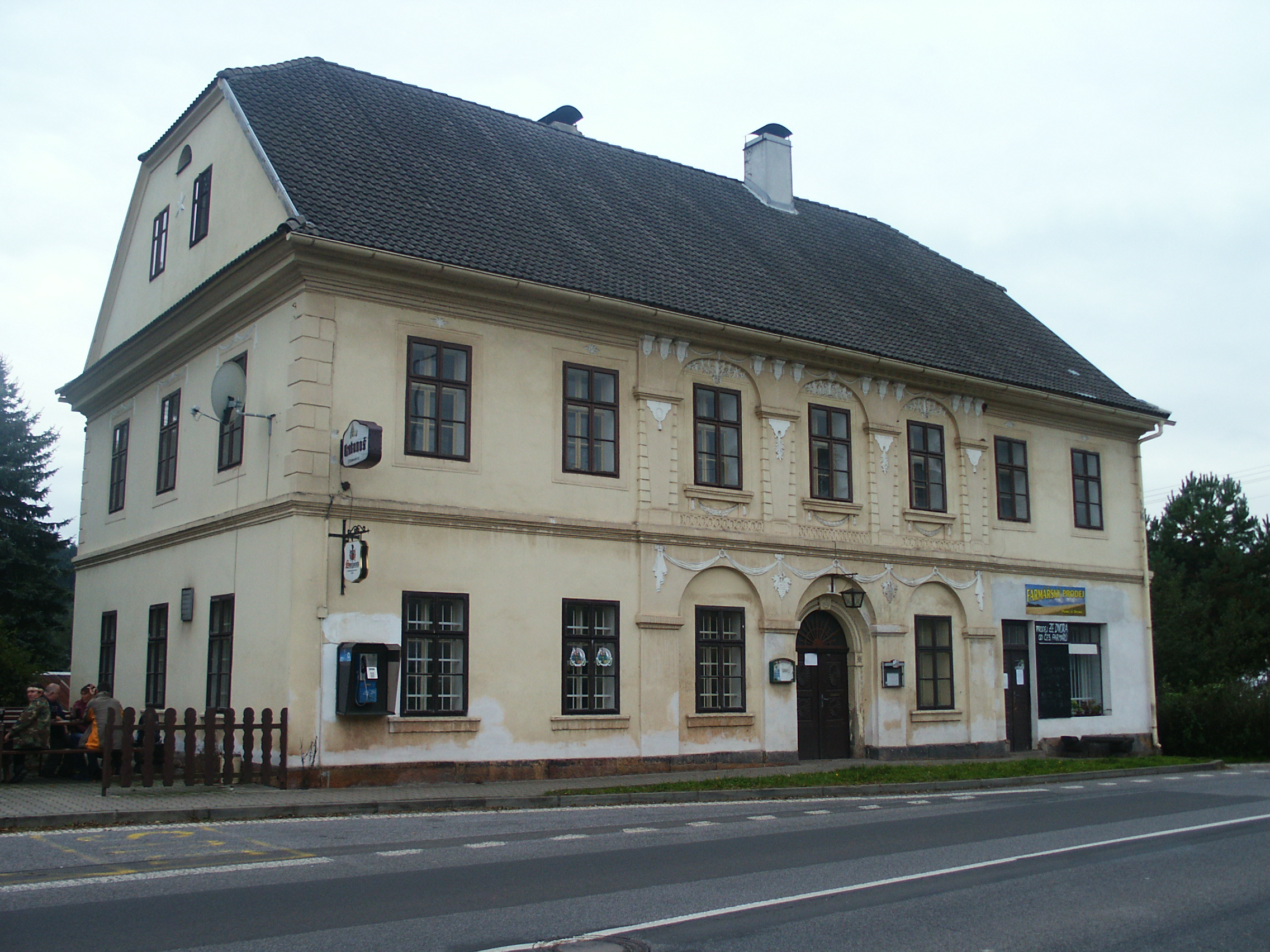
Gasthof Nr. 92, Dolní Olešnice

Nové Zámky (deutsch Neuschloß) ist eine Ansiedlung der Gemeinde Dolní Olešnice in Tschechien. Sie liegt drei Kilometer südöstlich von Hostinné (Arnau) und gehört zum Okres Trutnov.

## Geographie
Nové Zámky befindet sich am Nordrand des Königreichwaldes im Riesengebirgsvorland. Die Siedlung liegt am rechten Ufer der Elbe an einem Hügel, der im Westen vom Bach Kalenský potok umflossen wird. Östlich erhebt sich die Svatá Kateřina (511 m), südöstlich die Závora (548 m) und Slučí kameny (511 m), im Süden der Bradlo (519 m) und die Stěna (500 m) sowie südwestlich der Pecen (520 m). Linkselbisch verläuft die Bahnstrecke Velký Osek–Trutnov, die nächste Bahnstation ist Chotěvice.
Nachbarorte sind Amerika, Hostinné und Podháj im Norden, Karlovka im Nordosten, Chotěvice im Osten, Ves Svaté Kateřiny und Nad Martínkem im Südosten, Horní Debrné und Debrné im Süden, Zadní Mostek und Borovnička im Südwesten, Zadní Ždírnice im Westen sowie Dolní Olešnice und Vestřev im Nordwesten.

## Geschichte
Zwischen 1590 und 1608 ließ der Besitzer der Herrschaft Arnau, Heinrich von Waldstein, auf einem Hügel unterhalb der Stadt als neuen Herrschaftssitz ein Renaissanceschloss errichten. Zur Unterscheidung vom „alten“ Schloss Arnau wurde es 1610 als Nowy Zamek, 1611 als Neu Schloß, 1638 als Newschloß, 1639 als Newschlosz und 1669 als Neyschloß bezeichnet. Zu Beginn des 18. Jahrhunderts entstanden um das Schloss, sowohl im Elbtal als auch Oelsbachtal (Kalenský potok), einige Häuser. Gepfarrt war die neue Siedlung nach Nieder Oels. Im Jahre 1834 bestand Neuschloß/Nowa Zamka aus 21 Häusern und hatte 109 Einwohner. Außer dem Schloss bestanden ein Meierhof, zwei Bleichen, eine Mühle, eine Leinwandmangel und ein Jägerhaus. Bis zur Mitte des 19. Jahrhunderts blieb Neuschloß immer der Herrschaft Arnau untertänig.
Nach der Aufhebung der Patrimonialherrschaften bildete Neuschloß / Nové Zámky ab 1850 einen Ortsteil der Gemeinde Nieder Oels / Dolní Olešnice in der Bezirkshauptmannschaft Hohenelbe / Vrchlabí. Zu dieser Zeit entstand auf der anderen Elbseite an der Arnauer Straße die Siedlung Amerika. Der Ort gehörte zum deutschen Sprachgebiet. Infolge des Münchner Abkommens wurde Neuschloß zusammen mit Nieder Oels 1938 dem Deutschen Reich angeschlossen und gehörte bis 1945 zum Landkreis Hohenelbe. Nach dem Zweiten Weltkrieg kam der Ort, dessen Einwohnerschaft überwiegend aus Deutschen bestand, zur Tschechoslowakei zurück. Infolge der Vertreibung deutscher Bewohner ging die Einwohnerzahl ab 1946 stark zurück. Nach der Aufhebung des Okres Vrchlabí wurde Nové Zámky mit Beginn des Jahres 1961 dem Okres Trutnov zugeordnet. Im Zusammenhang mit der am 1. Januar 1989 erfolgten Eingemeindung von Dolní Olešnice nach Horní Olešnice verlor Nové Zámky zusammen mit Vestřev den Status als Ortsteil. Dolní Olešnice löste sich am 1. September 1990 wieder von Horní Olešnice los und bildet seither eine eigene Gemeinde. Nové Zámky ist Teil des Katastralbezirkes Vestřev.

## Sehenswürdigkeiten
- Schloss Nové Zámky, erbaut 1590–1608 im Renaissancestil als Herrschaftssitz und später barock umgestaltet. Es ist von einem Schlosspark umgeben und als Kulturdenkmal geschützt.[3] Nach dem 2011 erfolgten Verkauf an die tschechisch-russische Kapitalgesellschaft Ventus ist der Schlosspark unzugänglich.[4]
- Gasthof Nr. 92, das 1833 im Empirestil errichtete einstöckige Gebäude war das erste gemauerte Haus im Dorf. Das Kulturdenkmal befindet sich heute im Besitz der Gemeinde Dolní Olešnice.[3]

## Söhne und Töchter des Ortes
- Franz Deym von Střítež (1838–1903), österreichischer Diplomat